# پنگوئن صخره‌پر جنوبی

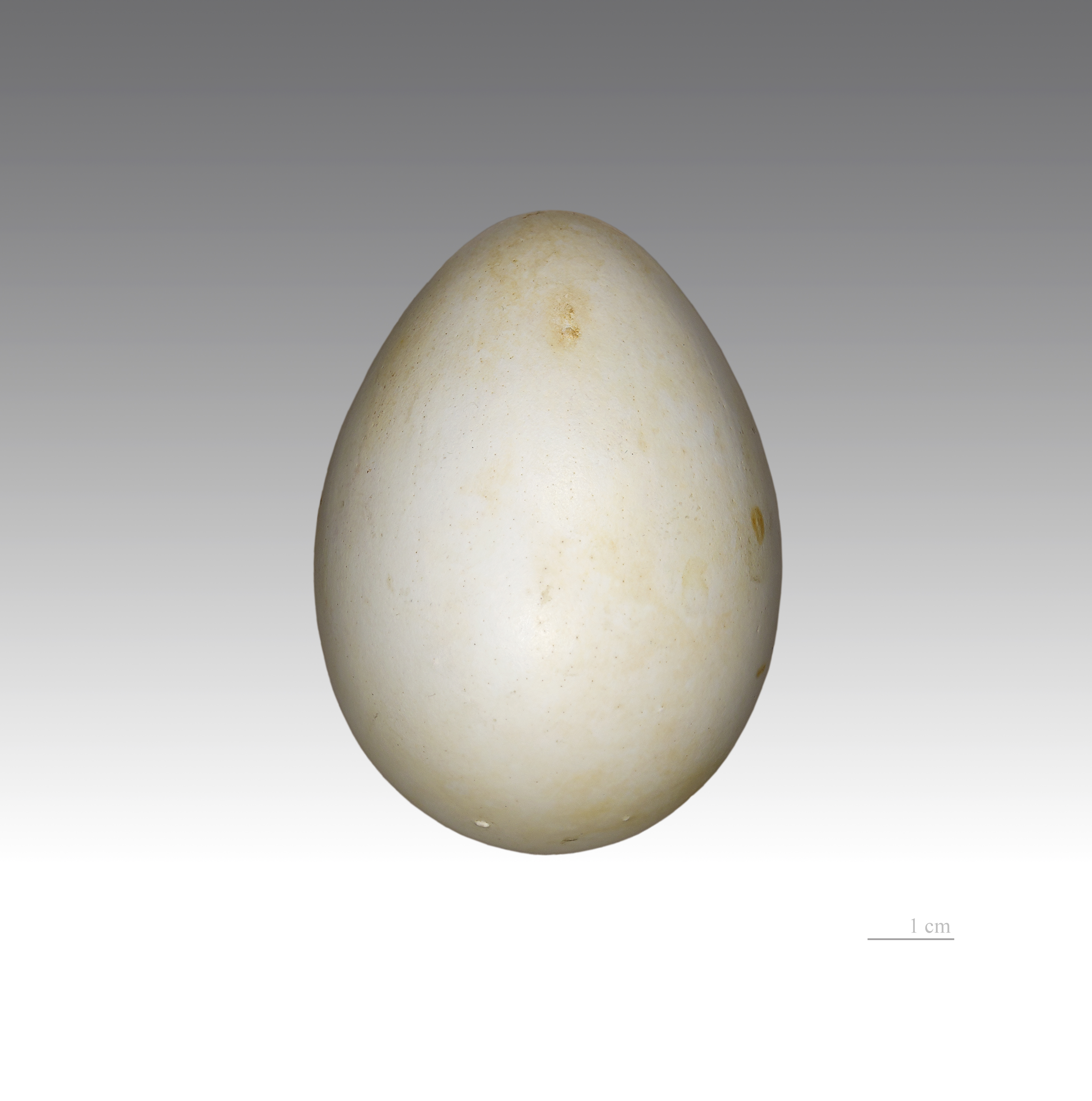
Eudyptes chrysocome

پنگوئن صخره‌پر جنوبی (نام علمی: Eudyptes chrysocome) گونه‌ای پنگوئن و یکی از زیرگونه‌های پنگوئن صخره پر است. این پنگوئن‌ها در آب‌های غربی اقیانوس آرام و اقیانوس هند، و هم چنین در سراسر سواحل جنوبی آمریکای جنوبی زندگی می‌کنند.